# Xã Liberty, Quận Buchanan, Iowa
Xã Liberty (tiếng Anh: Liberty Township) là một xã thuộc quận Buchanan, tiểu bang Iowa, Hoa Kỳ. Năm 2010, dân số của xã này là 1.200 người.